# السنطة (مركز)
مركز السنطة هو مركز إداري مصري. يقع في محافظة الغربية الواقعة شمال جمهورية مصر العربية في دلتا النيل. القاعدة الإدارية للمركز هي مدينة السنطة.

## التاريخ

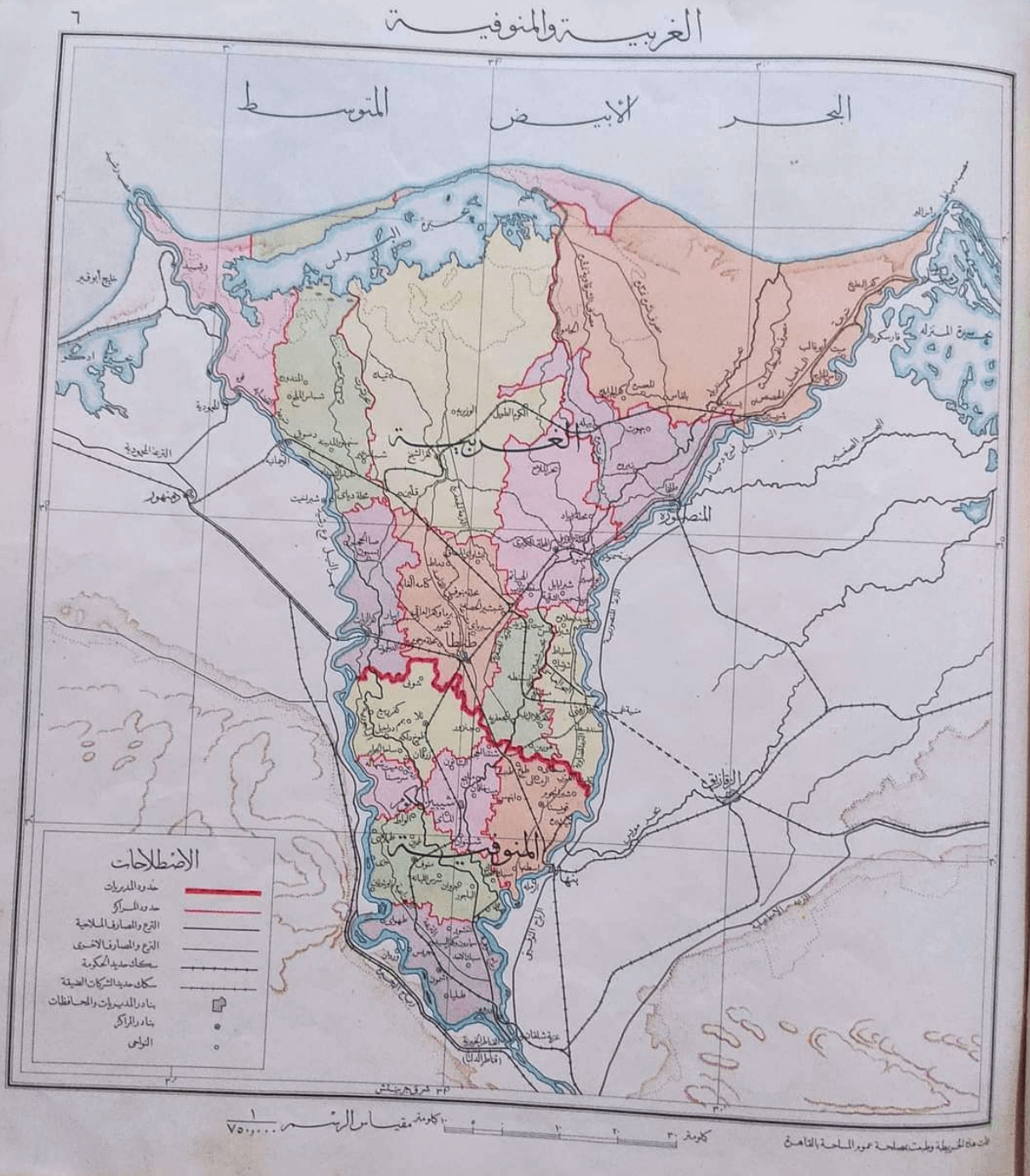
خريطة تظهر المركز باللون الأخضر في عام 1914

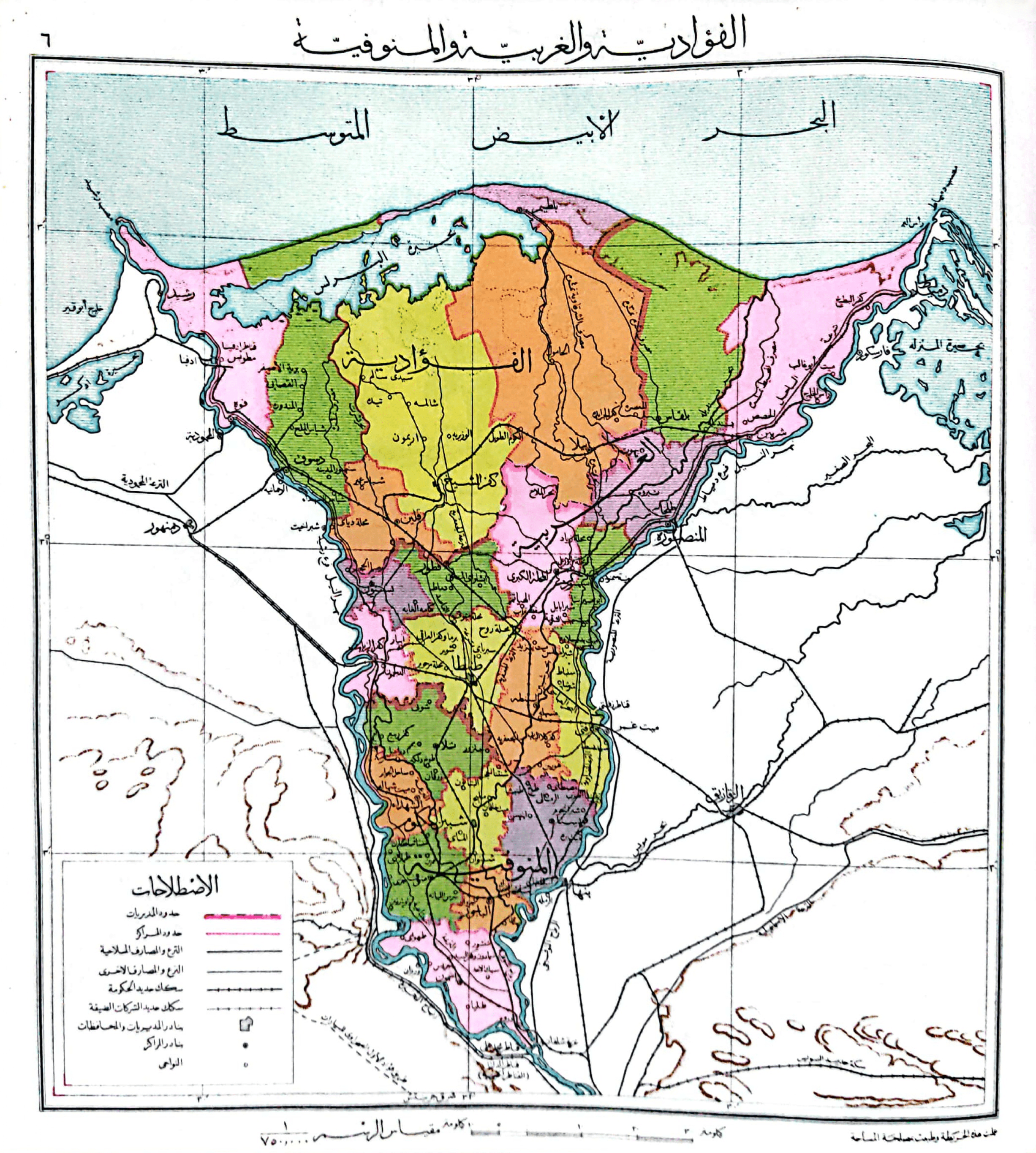
خريطة للمركز في عام 1951 باللون البرتقالي

أنشئ قسم الجعفرية في عام 1826 وجعل مقره بلدة الجعفرية، نقل إدارة قرية ميت فارس من القسم إلى قسم مليج سنة 1835، ثم سمي بمركز في عام 1871. نقل ديوان المركز إلى السنطة في عام 1884 لاتصالها بخط السكة الحديد لكن بقي اسمه مركز الجعفرية حتى صدر قرار بتغير اسمه إلى الاسم الحالي في 22 فبراير 1896. فصلت بلدتان عن المركز لتضم لمركز طنطا و12 ناحية لتضم لمركز قويسنا الجديد بمديرية المنوفية في 1 يناير 1897.
نقلت تبعية عشر قرى من مركز السنطة في عام 1960 إلى مركزي قويسنا وبركة السبع بمحافظة المنوفية، وهي هورين وكفر هورين وكفر نفره البحري وكفر الشيخ طعيمة وأبجول والحلامشة وكلابشو وأبو مشهور وكفر هلال وكفر الحمادية.

## الجغرافيا
يقع المركز في الركن الجنوبي الشرقي من المحافظة. تتسم أراضي المركز بأنها منبسطة منحدرة انحدارًا هينًا من الشمال للجنوب. يخترق المركز بحر شبين المهم في ري أراضي المركز الزراعية هو والترع المتفرعة منه مثل ترعة الجعفرية.

## التقسيم الإداري
تبلغ مساحة مركز السنطة 218.53 كم2 وهو الخامس من حيث المساحة بنسبة 11,2 من مساحة المحافظة. يتكون المركز من 10 وحدات محلية (الجعفرية وكفر كلا الباب والقرشية وميت حواي وشبراقاص وأشناواى والجميزة ومسهلة وميت يزيد) و44 قرية و104 عزبة. ويرأس السنطة ومركزها مني إبراهيم صالح أبو ورك.

## الاقتصاد
يشتهر مركز السنطة بزراعة العنب وإنتاج الزبيب، ينتج المركز 72,29% من إنتاج العنب بالمحافظة وهو الأول على مصر في الإنتاج. يوجد بمركز السنطة 5967 وحدة حيوانية أي 7,5% من الثروة الحيوانية بالمحافظة والمركز السادس على مراكز المحافظة. يخترق المركز طريق القاهرة الإسكندرية الزراعي والذي يربط المركز بمراكز طنطا وكفر الزيات وبمحافظي المنوفية والبحيرة.

## السكان
بلغ عدد سكان المركز 512,955 نسمة في تقدير 2024 أغلبهم ريفيون باستثناء سكان مدينة السنطة البالغ عددهم 47,818، عدد الرجال من سكان المركز 262,297 والنساء 250,955 نسمة. كان عدد سكان المركز 480,888 نسمة في تعداد 2017.
| عدد السكان | السنة | عدد السكان | السنة |
| ---------- | ----- | ---------- | ----- |
| 93,406     | 1882  | 196,570    | 1960  |
| 127,057    | 1897  | 207,855    | 1976  |
| 141,832    | 1907  | 259,363    | 1986  |
| 156,462    | 1917  | 313,286    | 1996  |
| 159,314    | 1927  | 371,454    | 2006  |
| 162,901    | 1937  | 480,888    | 2017  |
| 160,663    | 1947  | 512,955    | 2024  |

### الدين
آخر تعداد مصري يذكر الدين كان تعداد 1986 والذي يتضح منه أن أغلبية السكان مسلمون (257,679 نسمة) مع أقلية مسيحية صغيرة (1780 نسمة) و4 من معتنقي الديانات الأخرى. توجد كنيسة واحد بالمركز هي  كنيسة مارى جرجس في كفر سليمان عوض.

### التعليم
يوجد في السنطة ومركزها 427 مدرسة بمختلف المراحل التعليمية إلا أنه يوجد عجز في عدد المدارس (عجز في 194 مدرسة) وارتفاع للكثافة العددية للطلاب في فصول مدراس المركز. نسبة الأمية بالمركز عالية إذ يبلغ عددهم 69,995 نسمة (19,2%) أما أكبر شريحة تعليمية فهم ذوي التعليم المتوسط 101,007 نسمة (27,7%) وهي نسبة أعلى من متوسط المحافظة وذلك في تعداد 2017.